# Lia Akhedjakova
Lia Medjidovna Akhedjakova (en russe : Ли́я Меджи́довна Ахеджа́кова), née le 9 juillet 1938 à Dniepropetrovsk en URSS, est une actrice soviétique puis russe, distinguée artiste du peuple de la fédération de Russie en 1994.

## Biographie
Née à Dniepropetrovsk en RSS d'Ukraine (depuis 1991, dans l'oblast de Dnipropetrovsk en Ukraine), Lia Akhedjakova est élevée dans une famille de théâtre à Maïkop en république d'Adyguée. Elle est diplômée de l'Académie russe des arts du théâtre en 1962. Le public la découvre d'abord dans les rôles travestis au théâtre du jeune spectateur de Moscou. À partir de 1977, elle est actrice du Théâtre Sovremennik.
Un Nika de la meilleure actrice dans un second rôle lui est remis pour la Promesse du ciel d'Eldar Riazanov en 1991 et pour Jouer les victimes de Kirill Serebrennikov en 2006. Un Nika dans la nomination Honneur et Dignité (Честь и достоинство) lui est remis en 2015.
Opposée à l'invasion de l'Ukraine par la Russie de 2022, elle écrit sur Telegram : « J’ai honte de mes concitoyens. […] Comme je suis fatiguée de cette grandeur imaginaire de la Russie. Je veux aller en Ukraine après sa victoire. » Elle subit les critiques du vice-président du conseil municipal de Moscou qui laisse entendre que des mercenaires de la société militaire privée Wagner pourraient perturber la représentation : « Si Akhedjakova est accompagnée sur scène par les « musiciens » [le surnom des mercenaires de Wagner], cela pourrait s'avérer être une sacrée performance. Madame Akhedjakova, êtes-vous fan de Wagner ? » Un théâtre de Saint-Pétersbourg annule ensuite une représentation théâtrale qu'elle devait interpréter. Précédemment, le Théâtre Sovremennik de Moscou a annulé les représentations d'une autre pièce interprétée par la comédienne, après qu'un groupe d'officiers s'est opposé à ses supposées « propagande homosexuelle », « insultes aux anciens combattants » et « incitations à la haine ethnique ». Des militants, habitués à perturber des programmes culturels, ont porté plainte contre le directeur artistique car il visait à « détruire la mémoire de la Grande Guerre patriotique et le faisait avec une méchanceté particulière. »
Le 8 février 2023, le Théâtre Sovremennik a retiré de son répertoire la dernière représentation Le jeu du gin d'après Donald L. Coburn avec la participation d'Akhedjakova en raison de sa position anti-guerre. Le 5 avril 2023, elle quitte le théâtre de son plein gré.
Le 2 septembre 2023, le Ministère de l'Intérieur a ouvert une enquête contre Akhedzhakova pour « discrédit de l’armée ».

## Distinctions
- Artiste émérite de la RSFSR en 1970
- Prix des frères Vassiliev, pour le rôle dans le film Romance de bureau : 1977
- Artiste du peuple de la fédération de Russie : 1994
- Ordre de l'Honneur : 1999
- Ordre du Mérite pour la Patrie de la IVe classe : 2006

## Filmographie partielle
- 1975 : L'Ironie du sort (Ирония судьбы, или С лёгким паром!) d'Eldar Riazanov : Tania
- 1976 : Vingt jours sans guerre (Двадцать дней без войны) d'Alexeï Guerman : femme avec horloge
- 1977 : Romance de bureau (Служебный роман) d'Eldar Riazanov : Vera
- 1979 : Moscou ne croit pas aux larmes (Москва слезам не верит) de Vladimir Menchov : Olga Pavlovna
- 1991 : Promesse du ciel (Небеса обетованные) d'Eldar Riazanov : Anfimia Svetlanova
- 1997 : Le Vin de l'été (Вино из одуванчиков) d'Igor Apassian (ru) : Lina Aufmann
- 2000 : Les Vieilles rosses (Старые клячи) d'Eldar Riazanov : Liouba
- 2006 : Jouer les victimes (Изображая жертву) de Kirill Serebrennikov : serveuse
- 2007 : Lilacs (Ветка сирени) de Pavel Lounguine : Anna Sergeïevna
- 2012 : Les Mamans (Мамы) de huit réalisateurs : Svetlana Semionovna
- 2017 : Une femme douce de Sergei Loznitsa : militante
- 2017 : Leto de Kirill Serebrennikov : logeuse